# 日本クラウドセキュリティアライアンス
一般社団法人日本クラウドセキュリティアライアンス（CSAジャパン）は、クラウドコンピューティングのセキュリティを実現するために、ベストプラクティスを広め推奨する活動を展開している非営利法人であるCloud Security Alliance（CSA)の日本支部。
2010年の発足以来、任意団体として活動してきたが、2013年12月3日、活動基盤を強化するため一般社団法人化した。

## 事業概要
- 情報発信活動
- 調査研究活動
- CSA事業の日本における展開
- 日本の事業環境におけるクラウドセキュリティの実践に関する調査研究
- その他当法人の目的を達するために必要な事業

但し、米国ＣＳＡとの関係は”粗結合”であり、日本支部と名乗るには無理がある。

## 会員企業
- 株式会社アプレッソ
- JBサービス株式会社
- トレンドマイクロ株式会社
- 日本電気株式会社
- 日本ヒューレット・パッカード株式会社
- バリオセキュア株式会社
- BSIグループジャパン株式会社